# Dracophyllum longifolium
Dracophyllum longifolium là một loài thực vật có hoa trong họ Thạch nam. Loài này được (J.R.Forst. & G.Forst.) R.Br. ex Roem. & Schult. mô tả khoa học đầu tiên năm 1819.

## Hình ảnh

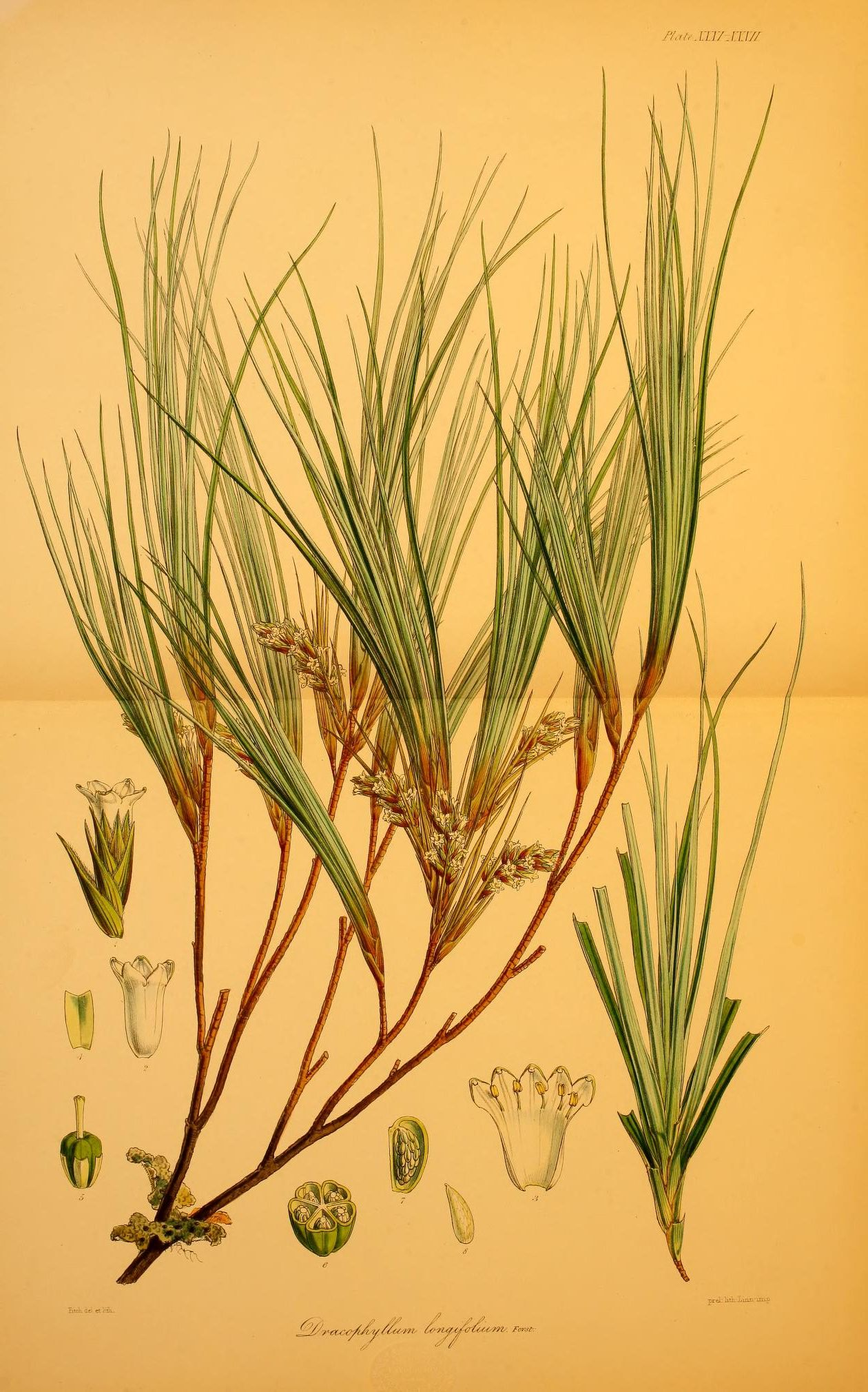